# امیلیانو دی
امیلیانو دی (انگلیسی: Emiliano Dei؛ زادهٔ ۱۳ ژانویهٔ ۱۹۷۱) بازیکن فوتبال اهل ایتالیا است.
از باشگاه‌هایی که در آن بازی کرده‌است می‌توان به باشگاه فوتبال بنونتو، باشگاه فوتبال تراپانی، باشگاه فوتبال ترنانا، و باشگاه فوتبال وارزه اشاره کرد.